# Linea di successione al trono del Giappone

Stemma imperiale del Giappone

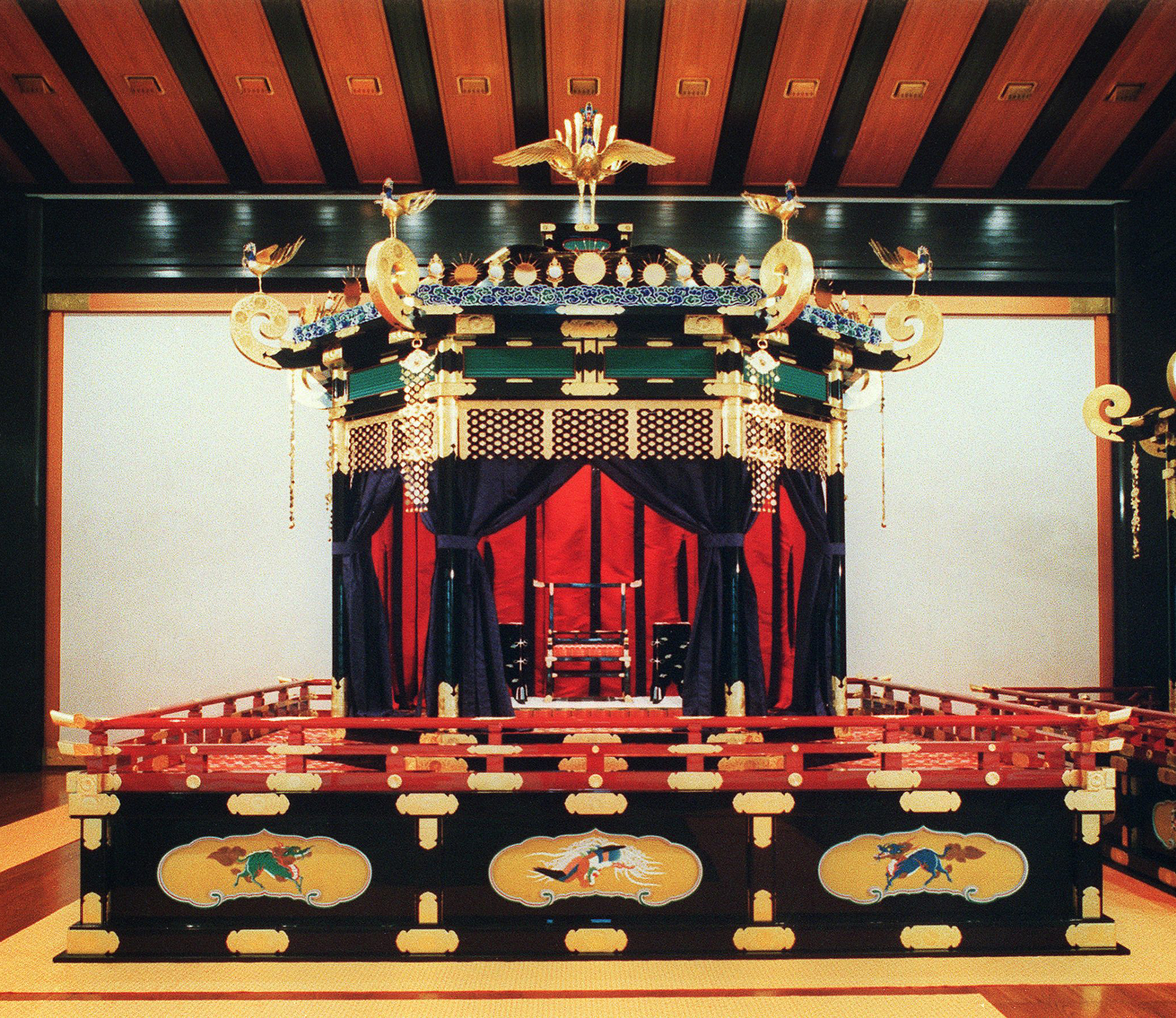
Il Trono Takamikura (高御座), custodito nel Palazzo Imperiale di Kyōto e utilizzato per le cerimonie di incoronazione.

La linea di successione al trono del Giappone (皇位継承順位?, kōikeishōjuni) segue il criterio della legge salica.
Nella famiglia imperiale del Giappone è esistito recentemente un potenziale rischio di estinzione, dal momento che non sono nati figli maschi per circa quarant'anni dopo il 1965. Nel 2001 dopo la nascita della principessa Aiko, figlia dell'Imperatore Naruhito, si aprì un dibattito riguardo l'abolizione della legge salica in modo da permettere anche alle donne di ascendere al trono.
Il 25 ottobre 2005 un gruppo di giuristi formato dal governo scrisse un documento dove veniva raccomandato l'emendamento della legge di successione per l'abolizione della legge salica. I piani di modifica della legge vennero tuttavia bloccati nel 2006, dopo l'annuncio che il principe Akishino, fratello minore dell'imperatore Naruhito, e sua moglie, la principessa Akishino, erano in attesa di un figlio maschio.
Il 6 settembre 2006 la principessa Akishino diede alla luce un maschio, il principe Hisahito di Akishino, che è diventato dal 1º maggio 2019 il secondo in linea di successione al trono dopo suo padre, il principe Akishino.

## Linea di successione
La linea di successione al trono del Giappone è la seguente:
- S.M.I. l'imperatore Shōwa (1901-1989)
  -  S.M.I. l'Imperatore Emerito Akihito, nato nel 1933, primo figlio maschio dell'imperatore Shōwa
    -  S.M.I. l'imperatore Naruhito, nato nel 1960, primo figlio maschio dell'Imperatore Emerito Akihito
    - 1. S.A.I. il principe della corona Akishino (erede presuntivo), nato nel 1965, secondo figlio maschio dell'Imperatore Emerito Akihito e fratello dell'Imperatore
      - 2. S.A.I. il principe Hisahito di Akishino, nato nel 2006, figlio del Principe Akishino

  - 3. S.A.I. il principe Hitachi, nato nel 1935, secondo figlio maschio dell'imperatore Hirohito, fratello dell'Imperatore Emerito e zio dell'imperatore

Legenda:
- : sovrano precedente
- : sovrano regnante